# Hans Stumme
Hans Bernhard Stumme (né le 3 novembre 1864 à Mittweida et mort le 10 décembre 1936 à Dresde) était un orientaliste, africaniste et linguiste allemand.

## Biographie
Il a étudié aux universités de Tübingen, Halle, Leipzig et Strasbourg, obtenant son habilitation en 1895. Pendant ses études à Leipzig, ses professeurs étaient Ludolf Krehl (de), Albert Socin (de) et Friedrich Delitzsch.
En 1900, il est devenu professeur associé de philologie orientale à Leipzig, où en 1909 il a été nommé professeur honoraire de langues néo-arabes et hamitiques.
Il a enseigné la littérature arabe et les dialectes du Maghreb ; et a également donné des conférences sur les langues persane, turque, maltaise, guèze, haoussa et berbère.Il était rédacteur en chef du Journal de la Société orientale allemande.
Il fut membre de la Société orientale allemande, de l'Académie des sciences de Saxe, de la Société royale asiatique de Grande-Bretagne et d'Irlande et de la Società Asiatica Italiana.

## Publications (sélection)
- Märchen der Schluḥ von Tázerwalt, 1891 (Transliteration und Übersetzung)
- Tunisische Märchen und Gedichte : eine Sammlung prosaischer und poetischer Stücke im arabischen Dialecte der Stadt Tunis ; nebst Einleitung und Übersetzung, 1893 (lire en ligne)
- Tripolitanisch-tunisische Beduinenlieder, 1894 (lire en ligne)
- Chants des Bédouins de Tripoli et de la Tunisie, 1894 (Gesänge der Beduinen von Tripoli und Tunesien) (lire en ligne)
- Grammatik des tunisischen Arabisch nebst Glossar, 1896
- Märchen und Gedichte aus der Stadt Tripolis in Nordafrika, 1898 (incluant des contes tels que Die Geschichte von Buk Ettemsuch (en) et Die Geschichte von Udêa, die ihren sieben Brüder in die Fremde wandern liess (en)).
- Handbuch des Schilhischen von Tazerwalt. Grammatik, Lesestück, Gespräche, Glossar, 1899
- Märchen der Berber von Tamazratt in Südtunisien, 1900
- Arabisch, Persisch und Türkisch in den Grundzügen der Laut- und Formenlehre, 1902
- Maltesische Märchen, Gedichte und Rätsel in deutscher Übersetzung, 1904 (lire en ligne)
- Maltesische Studien; eine Sammlung prosaischer und poetischer Texte in maltesischer Sprache nebst Erläuterungen. Leipzig: Hinrichs 1904 (Leipziger semitische Studien. I. Band, Heft 4)
- Türkische Schrift; ein Übungsheft zum Schreibenlernen des Türkischen, 1916[3]
- Herausgeber von: Albert Socin: Diwan aus Centralarabien. Gesammelt, übersetzt und erläutert von A. Socin. Herausgegeben von Hans Stumme. (Abhandlungen d. Königl. Sächsischen Ges. d. Wiss., phil.-hist. Cl. XIX,1-3). Olms, Georg, 2004,  (ISBN 3487126273)

## Liens Web
- Ressources relatives à la recherche :   - Académie des sciences de Saxe
  - Professorenkatalog der Universität Leipzig
- Ressource relative à la littérature :   - Internet Speculative Fiction Database
- Notice dans un dictionnaire ou une encyclopédie généraliste :   - Deutsche Biographie
- Notices d'autorité :   - VIAF
  - ISNI
  - BnF (données)
  - IdRef
  - LCCN
  - GND
  - Italie
  - CiNii
  - Pays-Bas
  - Pologne
  - Israël
  - NUKAT
  - Vatican
  - Australie
  - Norvège
  - Tchéquie
  - Lettonie
  - WorldCat
- Hans Stumme (Institut oriental de l'Université de Leipzig )
- Prof. Dr. phil. Hans Stumme (Catalogue des professeurs de l'Université de Leipzig)
- Bibliothèque numérique HathiTrust
- Stumme, Hans (Catalogues de conférences historiques de l'Université de Leipzig)